# Grinding Gear Games
Grinding Gear Games Ltd. (kurz GGG) ist ein neuseeländischer Computerspieleentwickler und -publisher mit Sitz in Auckland, der im Jahr 2006 gegründet wurde. Im Oktober 2013 veröffentlichte das Studio das Action-Rollenspiel Path of Exile. Im Mai 2018 wurde das bis dahin unabhängige Entwicklerstudio vom chinesischen Internet-Unternehmen Tencent aufgekauft.

## Geschichte
Grinding Gear Games wurde am 27. November 2006 von Chris Wilson, Jonathan Rogers und Erik Olofsson in Auckland, Neuseeland, gegründet. Das Unternehmen entwickelt das Action-Rollenspiel Path of Exile, das am 23. Oktober 2013 veröffentlicht wurde. Eine öffentliche Beta-Version wurde im Januar 2013 veröffentlicht. Die Finanzierung von Path of Exile erfolgte unter anderem durch Crowdfunding. In nur 6 Tagen wurden so 245.000 NZD eingespielt.
Im Mai 2018 erwarb Tencent für über 100 Millionen NZD 86,67 % der Firmenanteile und wurde somit Haupteigentümer von Grinding Gear Games. Die drei Gründer halten weitere 13,26 % der Anteile. Zwei der Gründer haben zudem einen Sitz im Aufsichtsrat inne, die verbleibenden drei Sitze wurden von Tencent im April 2018 besetzt. Tencent war davor bereits der Publisher von Path of Exile in China.
Im Jahr 2019 zählte die New Zealand Game Developers Association (NZGDA) Grinding Gear Games mit Path of Exile neben Ninja Kiwi (mit Bloons TD 6) und Little Lost Fox (mit Valleys Between) zu den drei wichtigsten Treibern der neuseeländischen Videospielindustrie. Path of Exile gehörte 2019 zu den zehn weltweit meistgespielten PC-Spiele des Jahres.
Grinding Gear Games erzielte 2020 einen Umsatz von 113,4 Millionen NZD. Nach Angaben der NZGDA war Grinding Gear Games daher für über 35 % des Jahresumsatzes der neuseeländischen Videospielindustrie verantwortlich.

## Entwickelte Spiele
| Jahr | Titel           | Plattform(en)                                     |
| ---- | --------------- | ------------------------------------------------- |
| 2013 | Path of Exile   | Microsoft Windows, PlayStation 4, Xbox One, macOS |
| 2024 | Path of Exile 2 | Microsoft Windows, PlayStation 5, Xbox Series X/S |